# Vinnie Vincent Invasion (album)
Vinnie Vincent Invasion è il primo album in studio del gruppo musicale statunitense Vinnie Vincent Invasion, pubblicato il 2 agosto 1986 dalla Chrysalis Records.
Le prime cinque canzoni del disco furono scritte da Vincent all'epoca della sua militanza nei Kiss. Il chitarrista le aveva proposte alla band per inserirle nel nuovo disco ma, quando non si trovò l'accordo economico per il rinnovo del contratto, fu licenziato e così i brani finirono sul primo album dei Vinnie Vincent Invasion.

## Tracce
Testi e musiche di Vinnie Vincent, eccetto dove indicato.
1. Boyz Are Gonna Rock – 4:52
2. Shoot U Full of Love – 4:42
3. No Substitute – 3:50
4. Animal – 5:30
5. Twisted – 4:46
6. Do You Wanna Make Love – 3:21 (Vincent, Robert Fleischman)
7. Back on the Streets – 4:47 (Vincent, Fleischman)
8. I Wanna Be Your Victim – 4:34
9. Baby-O – 3:41
10. Invasion – 7:49 (Vincent, Fleischman)

## Formazione
- Robert Fleischman – voce
- Vinnie Vincent – chitarra, seconda voce
- Dana Strum – basso, cori
- Bobby Rock – batteria